# Wormaldia longicornuta
Wormaldia longicornuta är en nattsländeart som beskrevs av Wolfram Mey 1996. Wormaldia longicornuta ingår i släktet Wormaldia och familjen stengömmenattsländor. Inga underarter finns listade i Catalogue of Life.